# Psou
Psou (abchazsky Ҧсоу; gruzínsky ფსოუ, rusky Псоу) je řeka na západním Kavkaze. Tvoří přirozenou hranici mezi Abcházií (de facto samostatný stát, mezinárodně však uznávaný jako součást Gruzie) a Ruskem (Krasnodarský kraj) a po celém svém toku tvoří abchazsko-ruskou hranici. Její délka je 57 km a povodí má rozlohu 420 km².

## Průběh toku
Teče podél jižních svahů hřebene Velkého Kavkazu. Řeka ústí do Černého moře. Údolí, kterým řeka protéká, sousedí s hřebenem Gagry na východě.